# Anogmus hungaricus
Anogmus hungaricus is een vliesvleugelig insect uit de familie Pteromalidae. De wetenschappelijke naam is voor het eerst geldig gepubliceerd in 1948 door Erdös.